# Vit kejsarduva
Vit kejsarduva (Ducula luctuosa) är en fågel i familjen duvor inom ordningen duvfåglar.

## Utseende och läte
Vit kejsarduva är en slående gräddvit duva med silversvart på vingar och stjärt samt svarta fläckar på undersidan av stjärten. Ungfågeln är gråare med beigefärgade spetsar på många fjädrar. Bland lätena hörs ett djupt hoande med betoning på mitten, "whooOOoo".

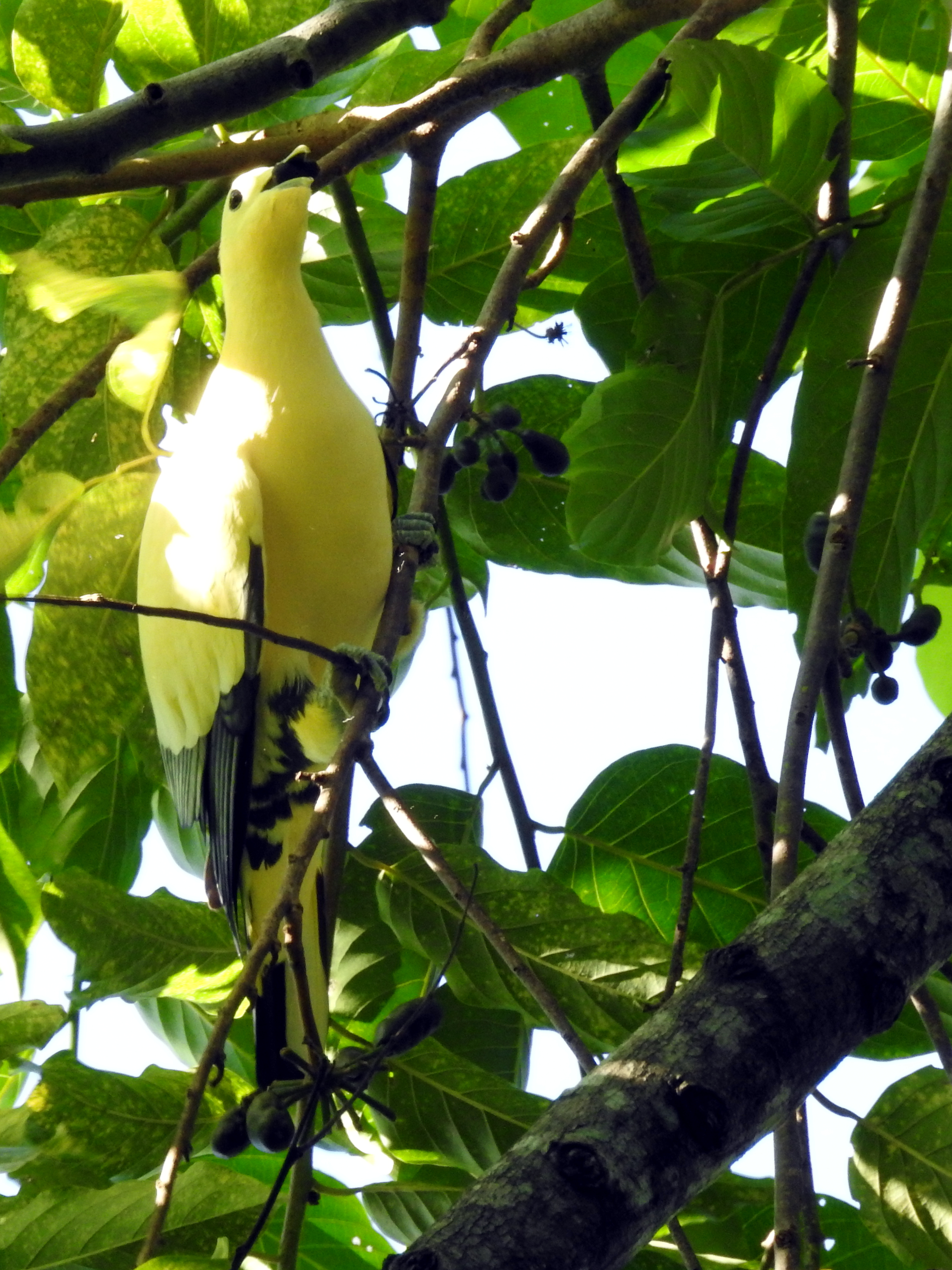

## Utbredning och systematik
Fågeln återfinns på Sulawesi och Sulaöarna. Den behandlas som monotypisk, det vill säga att den inte delas in i några underarter.

## Levnadssätt
Vit kejsarduva hittas i skogsbryn och öppna skogsområden i låglänt terräng. Där ses den vanligen i grupper uppe i trädtoppar.

## Status
Trots det begränsade utbredningsområdet och att den tros minska i antal anses beståndet vara livskraftigt av internationella naturvårdsunionen IUCN.